# 和平拱門國際公園

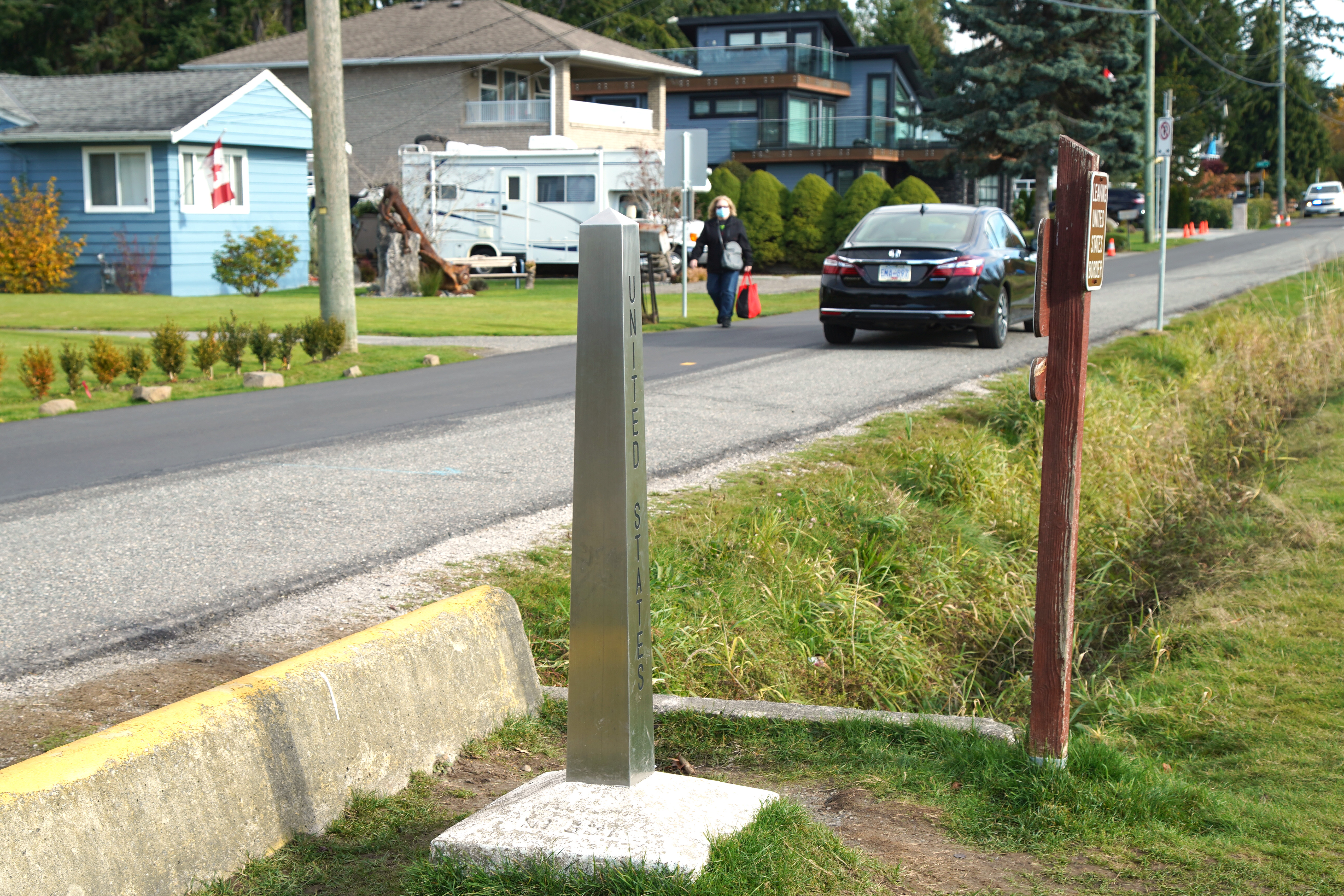
公园附近美加边界加拿大一侧与边界并行的第零大道。界碑右侧为美国领土。

和平拱門國際公園（Peace Arch Park）是一個在加拿大及美國邊境的國際公園，是由北邊屬加拿大卑詩省管理的和平拱門省立公園（行政上屬於素里市，由卑詩省環境廳管理）、以及南邊屬美國華盛頓州管理的和平拱門州立公園（行政上屬於布萊恩市，由華盛頓州公園及康樂事務署）組成。和平拱門國際公園同時亦是和平拱門（布萊恩—道格拉斯）口岸的所在地，卑詩省的99號省道和華盛頓州5號州際公路在这里交接。
遊客在和平拱門國際公園（包括加拿大和美國兩部份）範圍內不用通關，但不可以用公園來穿過邊境 - 也就是說，穿過邊境之後就不可以用對方公園的出入口離開公園。要進入對方公園以外的領土，要去邊境檢查站通關。

## 和平拱門
和平拱門是和平拱門國際公園最重要的地標，建在加美邊境線上面，1921年正式揭幕，來纪念根特條約（英、美1812年戰爭的和平條約）的簽署。和平拱門在加美兩邊拱門頂立了加拿大和美国的國旗，也在拱門兩邊的腰線
分別刻了兩句銘；在加拿大那一邊，銘是「同舟共濟」（Brethren Dwelling Together in Unity）；在美國那一邊，銘是「同一母亲的孩子们」（Children of A Common Mother）。拱門内侧亦有兩個閘門形的鐵畫，在鐵畫上也刻了兩句銘；東邊刻了「1814開放一百年1914」（1814 Open One Hundred Years 1914），西邊刻了「願此門永不關闭」（May These Gates Never Be Closed）。

## 歷史
和平拱門在1921年正式揭幕；在1939年加拿大把加邊立爲省立公園。
因爲和平拱門是在加美邊境線上，有多個國際活動和抗議在公園舉辦過。在1952，保羅·羅伯遜因上了麦卡锡黑名单而不能出國，在和平拱門國際公園進行多場音樂會。在2010年2月9日，2010年冬季奧林匹克運動會的火炬經過和平拱門。
2020年，因2019冠状病毒病疫情，加拿大曾短暫關閉和平拱門國際公園。

## 更多閱讀
- Clark, Richard. . Bloomington, Ind.: AuthorHouse. 2005. ISBN 1-4208-5168-3.